# どうだん亭
どうだん亭（どうだんてい）は、愛知県の登録有形文化財。

## 概要
「どうだん亭」の名称は、庭に咲くドウダンツツジに由来する。ドウダンツツジは「満天星躑躅」と漢字表記し、満天星亭とも表記される。
元々は岐阜県吉城郡坂下村（飛騨市）内に存在した享保8年建築の合掌造り民家（荒木家住宅）であったものを移築した建物である。その際、3階建てだったものを移築時に2階建てに減じている。併せて、山荘風の近代数寄屋建築として再構築されているという。
この移築の施主は、陶磁器輸出業を営んでいた浅井竹五郎であり、その住居（「玄々荘」）の離れとして1942年（昭和17年）に移築された。同氏が経営していた浅井産業株式会社は第二次世界大戦ごろには陶磁器の取扱高で日本一を誇ったこともあるとされる。
1967年（昭和42年）には、大岩憲正が自身の住居として使用するために入手し、併せて西側にあった建物を曳家により台所および二階建て離れを増築している。
1997年（平成9年）に当時の所有者が尾張旭市に寄付。同市の管理下となり、1999年（平成11年）より同市の教育文化施設として広く使われている。木造2階建、瓦葺、建築面積89平方メートル。2008年（平成20年）登録有形文化財として登録。

## 現地情報
所在地
- 愛知県尾張旭市霞ヶ丘町南298他[WEB 1]

交通アクセス
- 名鉄瀬戸線印場駅下車後、徒歩15分[2]
- 愛知県道61号名古屋瀬戸線（瀬戸街道）から北へ5分[1]

### WEB
1. 1 2 3 4  “どうだん亭（旧浅井家住宅離れ）”. 国指定文化財等データベース.   文化庁. 2024年9月17日閲覧。
2. 1 2  “どうだん亭”.   尾張旭市 (2022年12月26日). 2024年9月17日閲覧。

### 書籍
1. 1 2 3 4 5 6  原眞佐実 2015, p. 78.
2. 1 2 3 4  原眞佐実 2015, p. 79.